# Тростянец (Гайсинский район)
Тростяне́ц (укр. Тростянець) — посёлок, входит в Гайсинский район Винницкой области Украины.

## География
Расположен на реке Тростянец (правом притоке Южного Буга).

## История
Поселение известно с 1598 года.
После второго раздела Речи Посполитой в 1793 году вошёл в состав Российской империи. В 1901 году Тростянец был местечком Брацлавского уезда Подольской губернии, в котором насчитывалось 3913 жителей.
В январе 1918 года здесь была установлена Советская власть.
В ходе Великой Отечественной войны с 25 июля 1941 до 13 марта 1944 года Тростянец был оккупирован немецко-румынскими войсками (и включён в состав «Транснистрии»).
С 1957 года — посёлок городского типа.
В 1977 году здесь действовали мясокомбинат, спиртовой комбинат, маслодельный завод, комбикормовый завод и инкубаторно-птицеводческая станция.
В мае 1995 года Кабинет министров Украины утвердил решение о приватизации находившихся здесь АТП-10538, райсельхозтехники и райсельхозхимии. Находившееся в посёлке хлебоприёмное предприятие было позднее продано американской компании «Bunge».

## Население
В январе 1989 года численность населения составляла 8164 человека.
В 1983 году население посёлка составляло 7,6 тыс. жителей; здесь действовали мясокомбинат, спиртзавод, маслодельный завод, комбикормовый завод, семенной завод, хлебный завод, промкомбинат, районная сельхозтехника, райсельхозхимия, комбинат бытового обслуживания, две общеобразовательные школы, музыкальная школа, спортивная школа, Дом культуры, три библиотеки и краеведческий музей.
По состоянию на 1 января 2013 года население посёлка составляло 7840 человек.

## Экономика
- В Тростянце имеется хлебоприёмное предприятие[10].

### Транспорт
- Работает железнодорожная станция[3] (конечная станция на линии Вапнярка — Зятковцы)[2] Одесской железной дороги